# Día de la Liberación (Países Bajos)
El Día de la Liberación (en neerlandés: Bevrijdingsdag) es la fiesta nacional de los Países Bajos celebrada el 5 de mayo, para conmemorar el fin de la ocupación alemana durante la Segunda Guerra Mundial en 1945. 

## Trasfondo

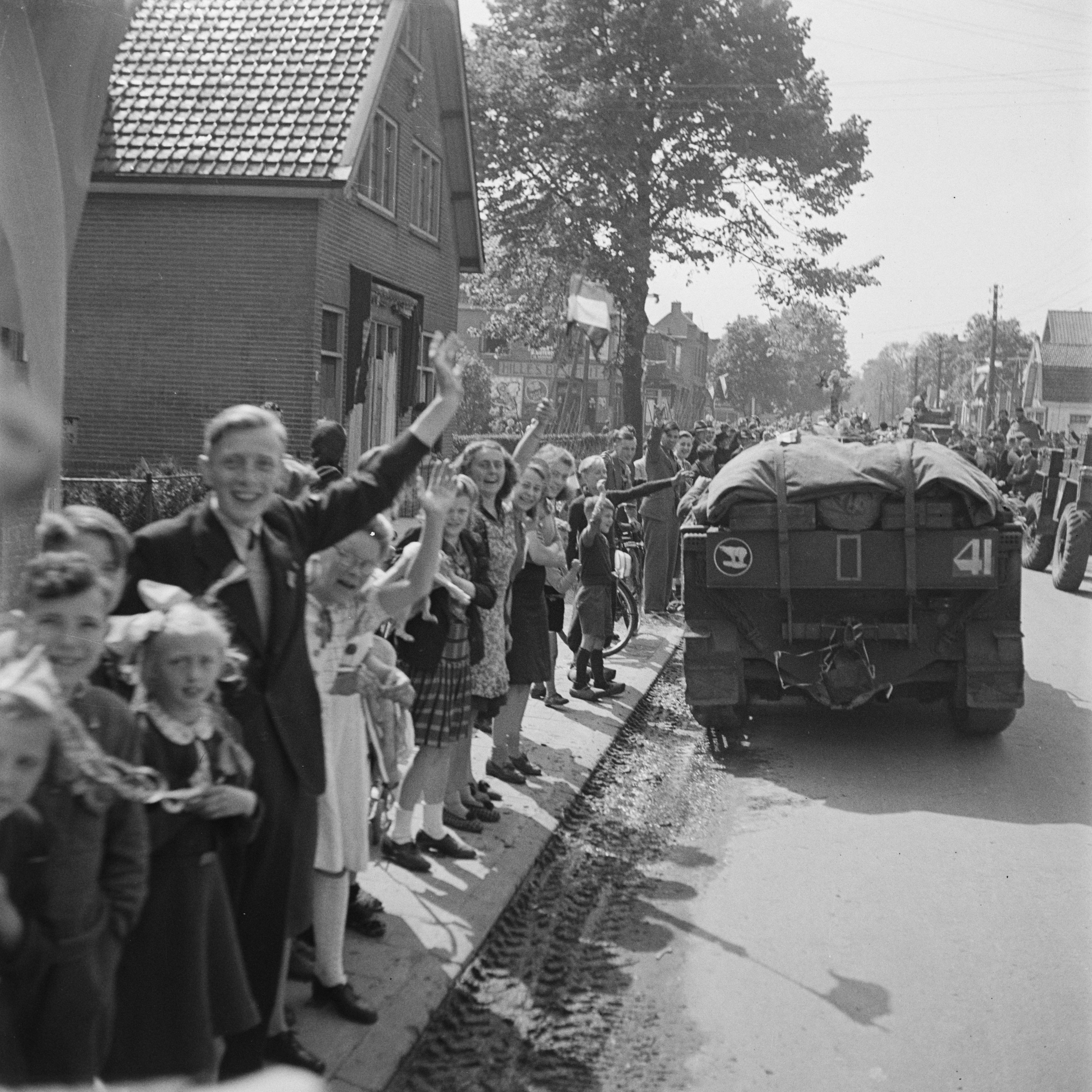
Llegada de tropas británicas y canadienses a Utrecht

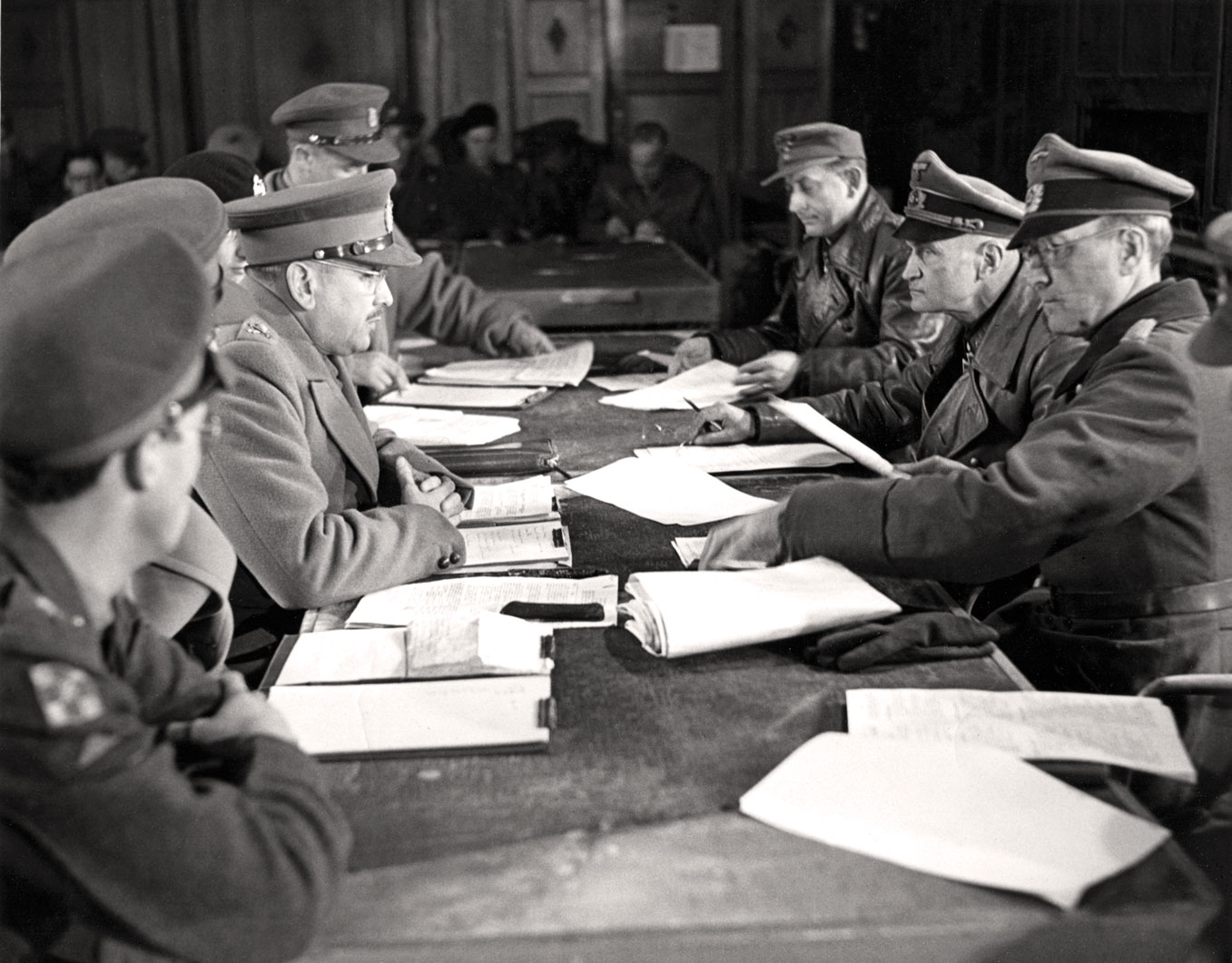
Negociación sobre la rendición en Wageningen

### La invasión y la resistencia
El 10 de mayo de 1940, las fuerzas alemanas invadieron los Países Bajos. Cinco días después, las fuerzas neerlandesas capitularon y el país permaneció bajo el control de la Alemania nazi. La invasión provocó el exilio del gobierno y la familia real, desatando un ambiente de incertidumbre y desesperanza. Poco después nació la resistencia neerlandesa, que se dedicó a ocultar y proteger a los enemigos del régimen nazi, y a recolectar información sobre los ocupantes. También llevaron a cabo actos de sabotaje y persecución y ejecución de traidores y colaboracionistas holandeses. El 18 de mayo del mismo año, Adolf Hitler nombró a Arthur Seyss-Inquart como Reichskomissar de los Países Bajos, cargo que ocuparía hasta el 7 de mayo de 1945, cuando es capturado por las fuerzas aliadas. Fue acusado en los juicios de Núremberg y posteriormente condenado a la horca.[cita requerida]

### Operación Market-Garden
En septiembre de 1944 se llevó a cabo la Operación Market-Garden, cuyo objetivo era capturar puentes estrátegicos en el sur de los Países Bajos para agilizar la invasión aliada a Alemania y así finalizar la guerra antes de la Navidad de 1944. A pesar del fracaso de esta operación, las posiciones alemanas se debilitaron y los aliados lograron liberar algunas ciudades del sur, como Eindhoven, Nijmegen y Maastricht. Sin embargo, la liberación del resto de los Países Bajos se retrasó hasta 1945. La resistencia holandesa jugó un papel crucial, proporcionando información sobre las posiciones alemanas y apoyo logístico a las fuerzas aliadas previo a la liberación.

### La hambruna neerlandesa
Cerca del final de la guerra, los alimentos se hicieron cada vez más escasos y las condiciones de vida empeoraron. Algunas localidades del sur fueron liberadas tempranamente, pero el fracaso de la Operación Market-Garden retraso la liberación, y por ende prolongó el sufrimiento del resto de la población. Las severas condiciones climáticas debido al invierno empeoraron aún más la situación. En septiembre de 1944, los ferrocarriles nacionales neerlandeses hicieron una huelga general, provocando que los alemanes embargaran la totalidad de los transportes de comida y combustible hacia el sector de los Países Bajos aún controlados por la Wehrmacht. Unas 4,5 millones de personas fueron afectadas y muchos sobrevivieron gracias a los comedores populares. Más de 20.000 personas murieron de inanición a causa de esta hambruna, conocida como Hongerwinter.

### Liberación Final
El 4 de mayo de 1945 se rindió en la ciudad de Lüneburg el almirante alemán Von Friedeburg ante el mariscal de campo británico Montgomery en nombre de las tropas alemanas en el Noroeste de Alemania, los Países Bajos, Schleswig-Holstein y Dinamarca. 
El 5 de mayo, el general canadiense Charles Foulkes convocó al comandante alemán Johannes Blaskowitz en el Hotel De Wereld en Wageningen con la presencia del Príncipe Bernhard a efectos de negociar la capitulación de las tropas alemanas en los Países Bajos. 
Este mismo día, el primer ejército canadiense fue la principal fuerza que avanzó sobre el norte y este del territorio neerlandés y junto al ejército británico y tropas estadounidenses, belgas, francesas, neerlandesas y checoeslovacas, liberaron a los Países Bajos y pusieron fin a la ocupación alemana.

## Fiesta nacional
La liberación de las fuerzas de ocupación alemanas y japonesas se celebró por primera vez el 31 de agosto de 1945, por aquel entonces el día de la Reina. Wilhelmina no quería que esta fiesta coincidiera con su cumpleaños por lo que se acordó celebrar el día de los acuerdos de rendición. Inicialmente solo se celebraba una vez cada cinco años.
En 1990 el 5 de mayo fue declarado día de fiesta nacional, recordando y celebrando anualmente la liberación del Reino de los Países Bajos en 1945 de la ocupación alemana y japonesa 
A pesar de ser festivo nacional, esto no significa que el 5 de mayo sea automáticamente un día libre. El gobierno holandés determinó que trabajadores y empleadores han de llegar a un acuerdo en este sentido, disfrutando del día libre o no según lo que marque el convenio colectivo de trabajo acordado. En caso de no existir dicho acuerdo, el empleador determina si es un día libre pagado o no

## Celebración
A lo largo y ancho del país se organizan actividades y festivales, teniendo cada ciudad su propio programa.

### Llama de la Liberación

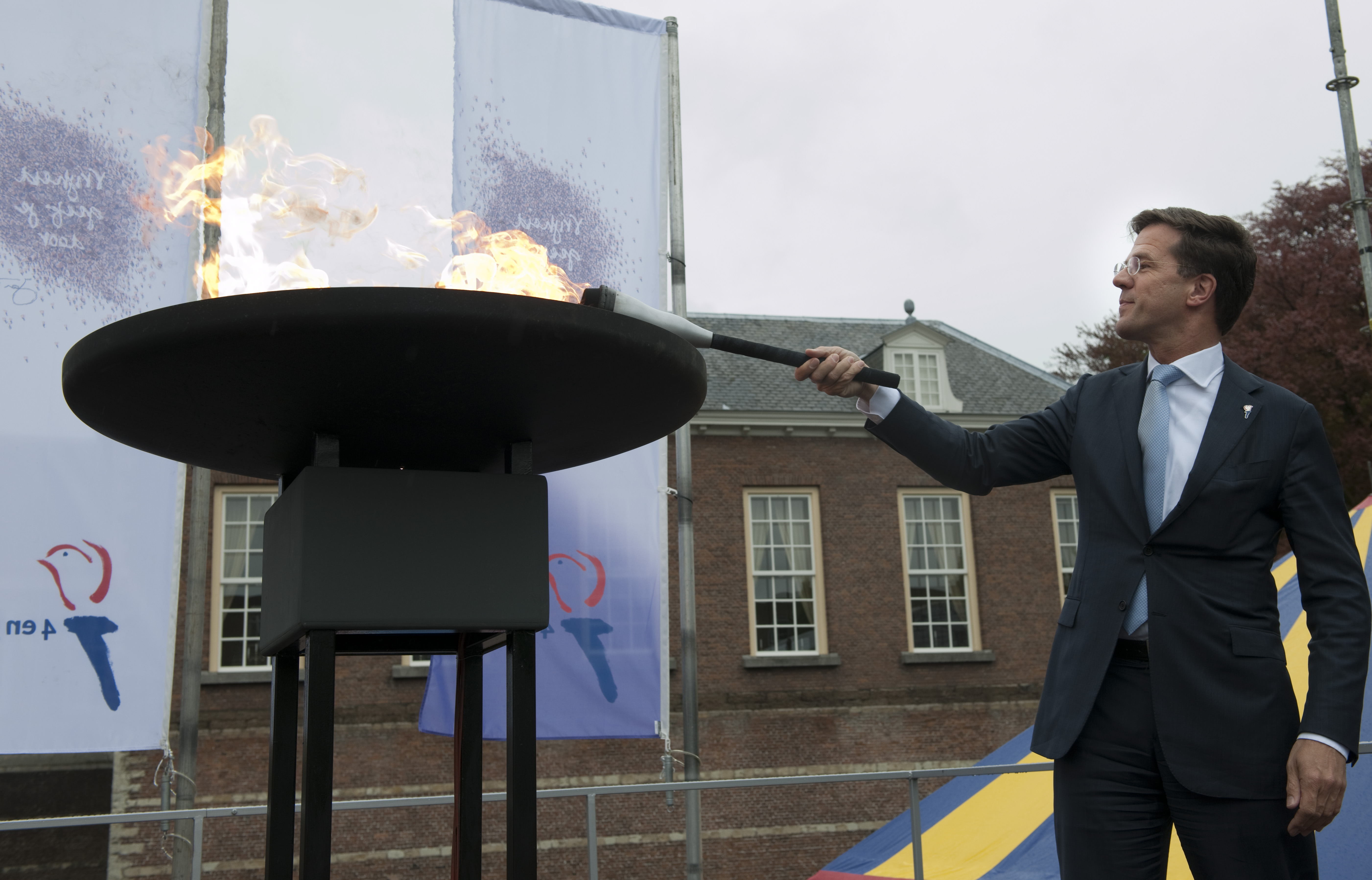
El ministro-presidente Mark Rutte enciende la Llama de la Liberación en Breda (2012)

En la noche del 4 al 5 de mayo, el alcalde de Wageningen prende la llama durante una ceremonia frente al histórico Hotel de Wereld. A semejanza de la antorcha olímpica, desde este lugar histórico marchan varios grupos para esparcir la llama por todo el país. Es un momento importante para los Países Bajos, marcando la transición entre el día del recuerdo a los caídos (4 de mayo) y la celebración de los obtención de la libertad el 5 de mayo. 

### Festivales de la Liberación

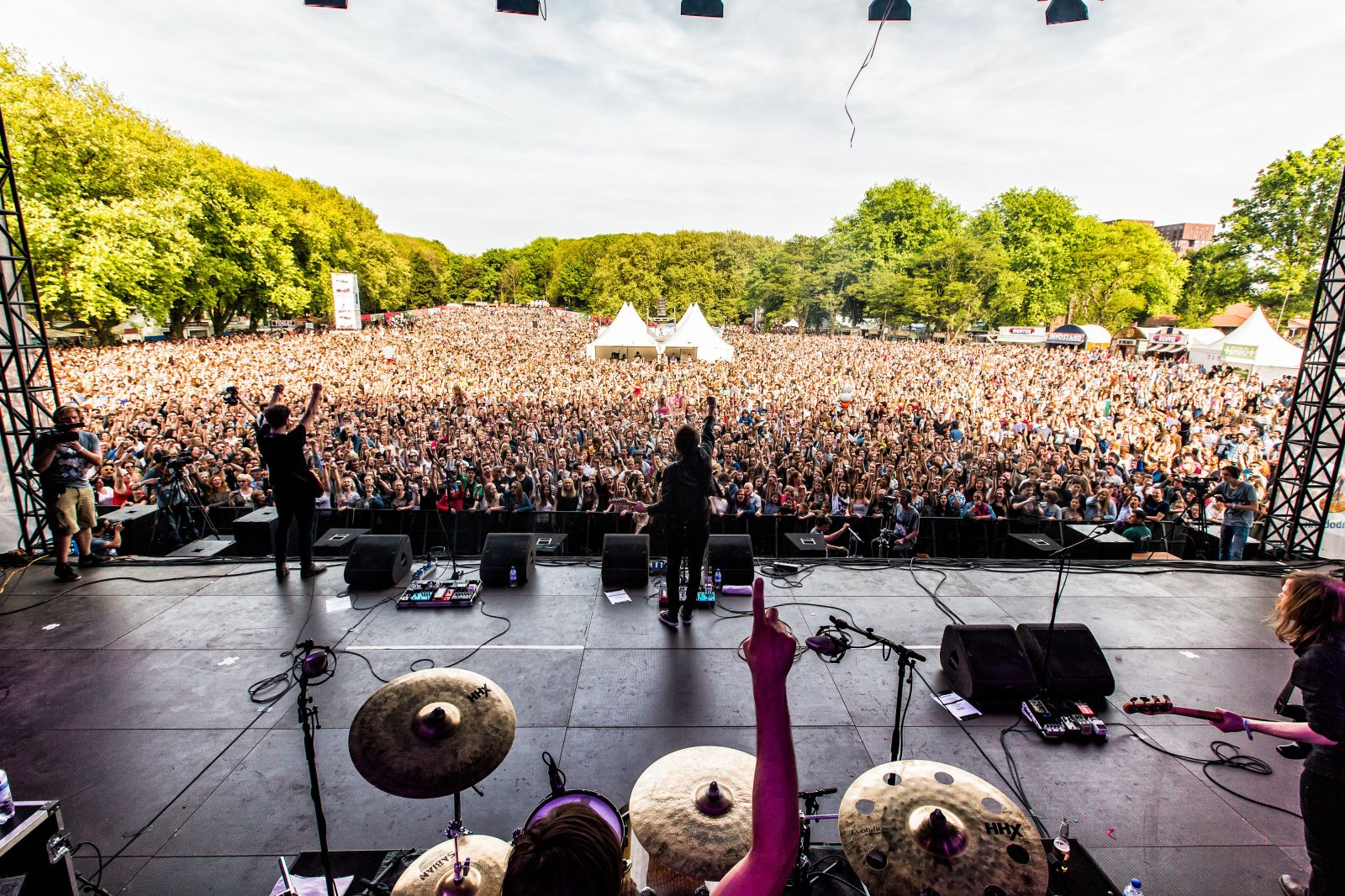
Festival de la Liberación de Utrecht en 2014

Catorce ciudades celebran cada una su propio festival de la liberación, algunos de los cuales cuentan con gran afluencia de visitantes, como el de Wageningen (parte del Festival de la Liberación de Gelderland), el Bevrijdingspop en Haarlemmerhout al lado de Haarlem o el Festival de la Liberación de Overijssel en Zwolle. Desde 1991, un comité designa a los artistas holandeses participantes como 'Embajadores de la Libertad" y son transportados entre los distintos festivales en helicóptero.

### Concierto del 5 de mayo

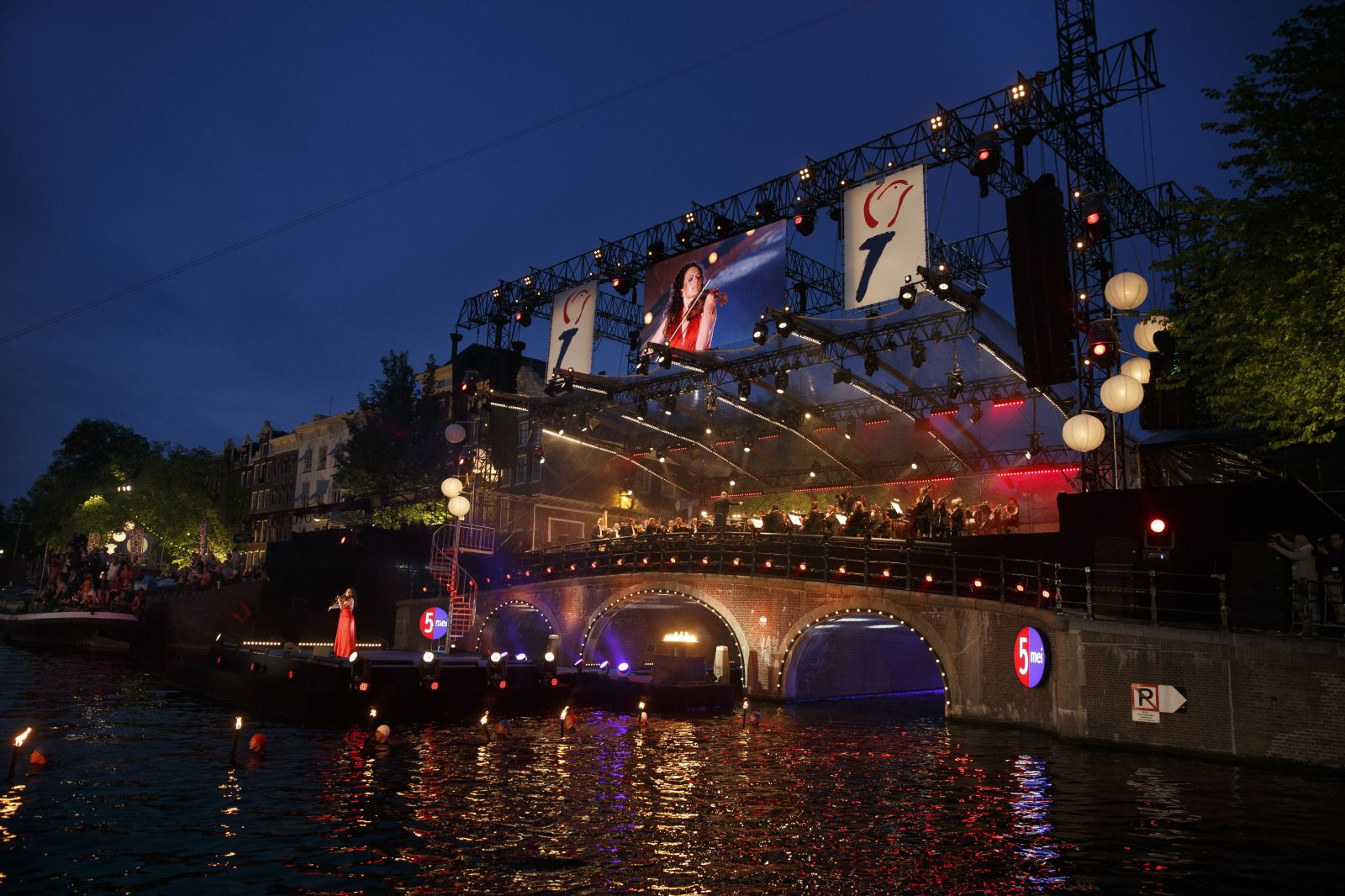
Concierto del 5 de mayo (2014)

El Día de la Liberación termina con la presencia del Rey y de la Reina en un concierto en Ámsterdam, emitido por televisión. Cada año toca una orquesta distinta en este concierto emplazado en el Magere Brug sobre el río Amstel.

### Banderas
La bandera neerlandesa ondea el 4 de mayo a media asta, y el 5 de mayo desde el amanecer hasta la puesta de sol, sin la cinta naranja. Hay un estandarte especial para su uso en el Día de la Liberación, las Cuatro Banderolas de la Libertad. Esta bandera es de color blanco con rojo y azul con el logotipo de la antorcha con el fuego de la libertad y el texto de "Vier Vrijheid". Se suele combinar la enseña con las banderas locales, provinciales o de países terceros que ayudaron en la liberación.